# Passeport rwandais
Le passeport rwandais est un document de voyage international délivré aux ressortissants rwandais, et qui peut aussi servir de preuve de la citoyenneté rwandaise. 